# Coleophora petraea
Coleophora petraea é uma espécie de mariposa do gênero Coleophora pertencente à família Coleophoridae.